# Port lotniczy Nacala
Port lotniczy Nacala (port. Aeroporto Nacala, IATA: MNC, ICAO: FQNC) – port lotniczy zlokalizowany w Nacala, w Mozambiku.

## Linie lotnicze i połączenia
| Linia Lotnicza          | Kierunek  |
| ----------------------- | --------- |
| LAM Mozambique Airlines | 1. Maputo |